# Der Satan mischt die Karten
Der Satan mischt die Karten (Originaltitel: Laughter in the Dark) ist ein britisch-französischer Spielfilm von Tony Richardson, der 1968 erschien. Der Film ist eine in die Gegenwart adaptierte Version eines Romans von Vladimir Nabokov aus dem Jahr 1938.

## Inhalt
In einer beschaulichen Familie im Swinging London lebend, begegnet Kunsthändler Sir Edward More der jungen Kinoplatzanweiserin Margot und setzt für seine Liebe zu ihr die bürgerliche Existenz aufs Spiel. Edwars Frau, die die Affäre entdeckt, verlässt ihn. Hervé, Margots ehemaliger Verlobte, kommt hinter das Verhältnis und schmiedet einen Plan, sich zu bereichern. Er erneuert die Beziehung zu Margot. Sie überredet Eward, seinen Assistenten Brian, der angeblich hinter ihr wäre, durch den angeblich schwulen, also ungefährlichen Hervé zu ersetzen. Nach mehreren Episoden entdeckt der wegen der in einem Autounfall erlittenen Verletzungen erblindete Edward More, dass er hintergangen wurde und versucht, Margot zu erschießen, doch er verfehlt sie. Darauf erschießt er sich selbst.

## Kritik
„Oberflächliche Bearbeitung eines Romans von Vladimir Nabokov, dessen Atmosphäre und Charakterzeichnungen nicht annähernd erreicht worden sind.“

„Formal eingängig und gepflegt verfilmte Geschichte, bei der allerdings nicht klar wird, was sie will. Die Interpretationsmöglichkeiten schwanken zwischen ‚Strafe für Ehebruch‘, ‚Unentrinnbarkeit des Eros‘ und Thriller. Trotzdem: Kann man ansehen.“